# Tibin (Ziga)
Pour les articles homonymes, voir Tibin.
Tibin est une localité située dans le département de Ziga de la province du Sanmatenga dans la région Centre-Nord au Burkina Faso.

## Histoire
Le village de Radogo est rattaché administrativement à Tibin.

## Économie
Basée principalement sur l'agro-pastoralisme, l'activité de Tibin profite également de la présence sur son territoire de l'une des banques de céréales du département.

## Éducation et santé
Le centre de soins le plus proche de Tibin est le centre de santé et de promotion sociale (CSPS) de Ziga tandis que le centre hospitalier régional (CHR) se trouve à Kaya.
Le village possède une école primaire publique.